# Brbavica
Brbavica (lat. Venus verrucosa) morska je školjka iz obitelji ladinki (Veneridae). U Hrvatskoj za ovu školjku postoji još mnoštvo naziva a neki od njih su prnjavica, kučica, dondola, grop, rovanica, ladinka.

## Opis
Brbavice su sivkaste ili žućkaste te su izbrazdane velikim brojem rebara koja vjerojatno služe da bi se školjke lakše ukopale u pijesak. Rebra na ljušturama također štite od predatora poput puža volka. Ljuštura je podijeljena na dva simetrična dijela, okruglog je oblika, malo zadebljana na onom kraju gdje se ljušture spajaju. Najveće brbavice mogu narasti gotovo do 10 cm promjera ali takve su jako rijetke jer je mala vjerojatnost da će preživjeti toliko godina. Ipak, prosječna veličina školjke je oko 3-4 cm za što im treba najmanje oko 2 godine da narastu.

## Rasprostranjenost
Ova vrsta školjke obitava u istočnom Atlantiku od obale Norveške pa sve do krajnjeg juga afrike i Južnofričke republike. Nalazimo je i oko Kanarskog otočja, Azora, Madeire te u Mediteranu.
U Jadranu je brbavica prisutna u svim njegovim dijelovima ali najviše tamo gdje je dno mekano i pjeskovito.

## Način života
Brbavice žive na morskom dnu već od 0,5 m pa do dvadesetak m dubine u zonama gdje žive gotovo sve vrste školjaka, zbog toga što se samo tu zadržava plankton kojim se brbavica hrani. Žive u pijesku ali mogu se naći i ispod šljunčanog dna, pa čak i ispod nekih većih kamenja. One brbavice koje slučajno iskopaju valovi ili ribe mogu ostati dugo otkopane i lako preživjeti ali samo ako u blizini nema volaka. 

## Gospodarska vrijednost
Meso školjke brbavice je vrlo ukusno i traženo i smatra se izuzetnom delikatesom pa je shodno tome ova školjka jedna od najskupljih na tržištu. Stručnjaci Razvojno-istraživačkog centra za marikulturu na Bistrini u Malostonskom zaljevu, prvi su u svijetu uspješno obavili mrijest ove vrste školjke, što se smatra povijesnim činom u dvogodišnjem istraživačkom radu.

## Vanjske poveznice
- Riblje oko - Brbavica  Arhivirana inačica izvorne stranice od 4. ožujka 2010. (Wayback Machine)